# The Monsterican Dream
The Monsterican Dream je album finske glasbene skupine Lordi. Izšel je leta 2004 pri založbi BMG.

## Seznam skladb
1. "Threatical Trailer" - 1:09
2. "Bring It On (The Raging Hounds Return)" - 4:35
3. "Blood Red Sandman" - 4:03
4. "My Heaven Is Your Hell" - 3:41
5. "Pet the Destroyer" - 3:50
6. "The Children of the Night" - 3:44
7. "Wake the Snake" - 3:46
8. "Shotgun Divorce" - 4:42
9. "Forsaken Fashion Dolls" - 3:43
10. "Haunted Town" - 3:13
11. "Fire in the Hole" - 3:27
12. "Magistra Nocte" - 1:33
13. "Kalmageddon" - 4:33